# Circuito di Albi
Il circuito di Albi è un circuito automobilistico nei pressi della piccola città sud occidentale francese di Le Sequestre.
Già dal 1933 nei pressi di Albi era utilizzato un circuito di forma triangolare e dalla lunghezza di circa 9 km che ospitava varie competizioni tra cui quelle del motomondiale e alcune gare di Formula 1 fuori campionato. Giudicato sempre più pericoloso (nel 1951 ad esempio vi trovò la morte il pilota motociclistico italiano Dario Ambrosini) il circuito venne chiuso alle competizioni e venne sostituito nel 1959 da una nuova struttura ricavata negli spazi del locale aeroporto con una lunghezza più ridotta rispetto all'originale.
Dopo la dichiarazione di fallimento della precedente gestione, avvenuta nel 2014, dal 1º maggio 2015, la nuova gestione è affidata al Comune per 12 anni.